# Flowtrail

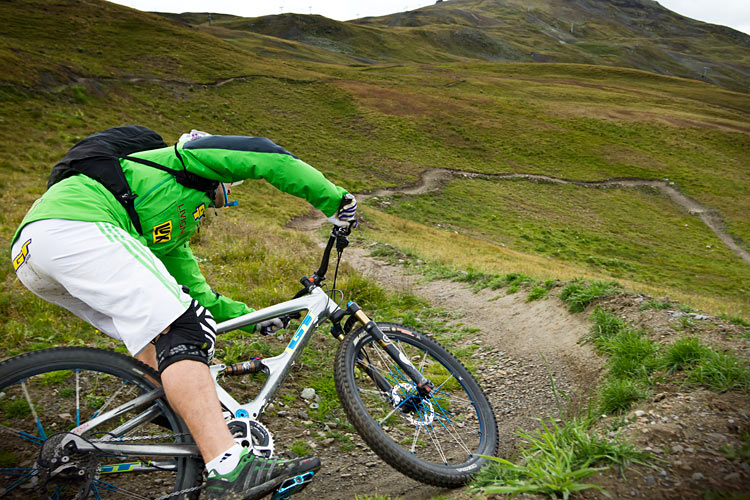
Flow Country Trail

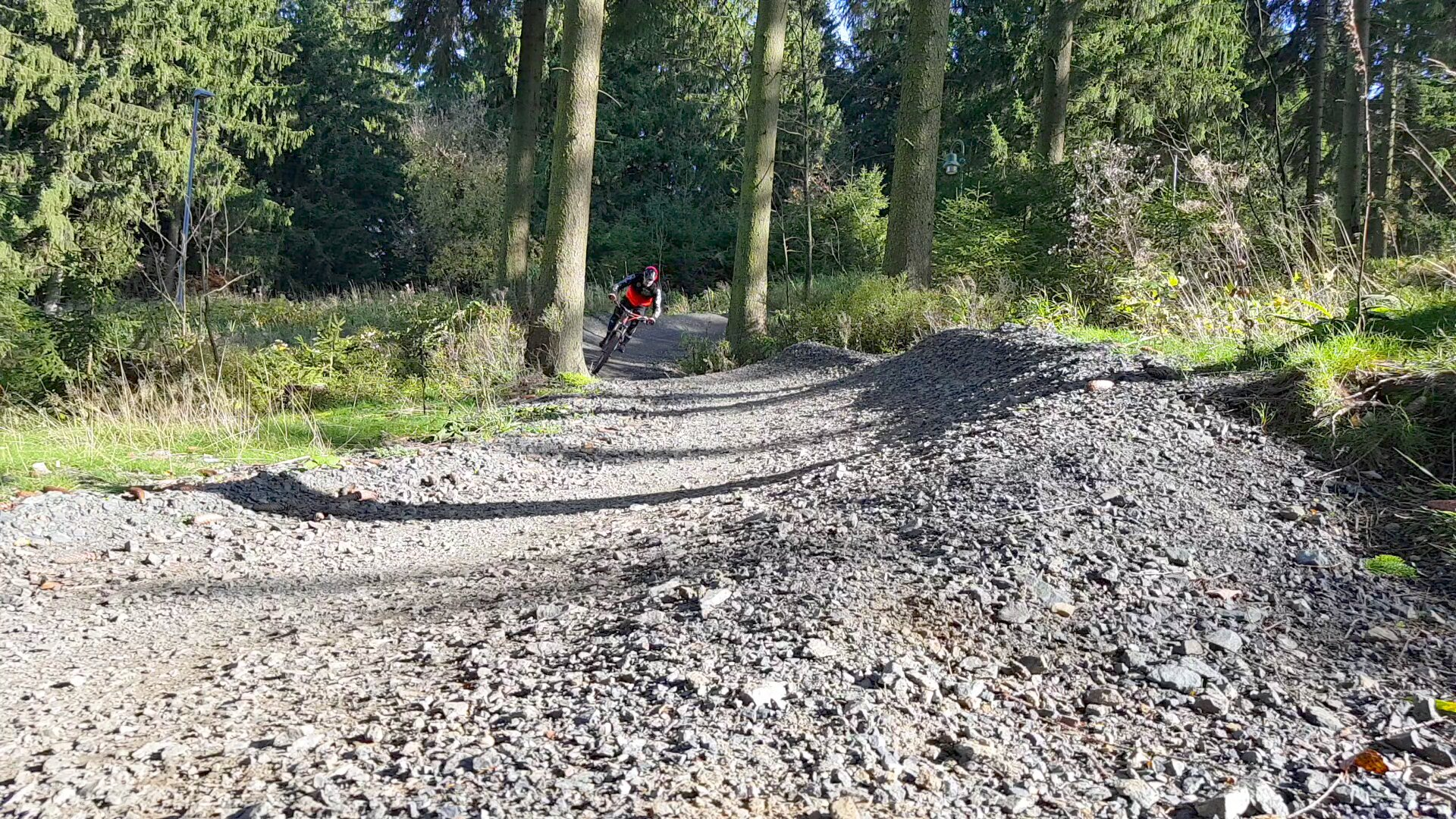
Typischer Flowtrail

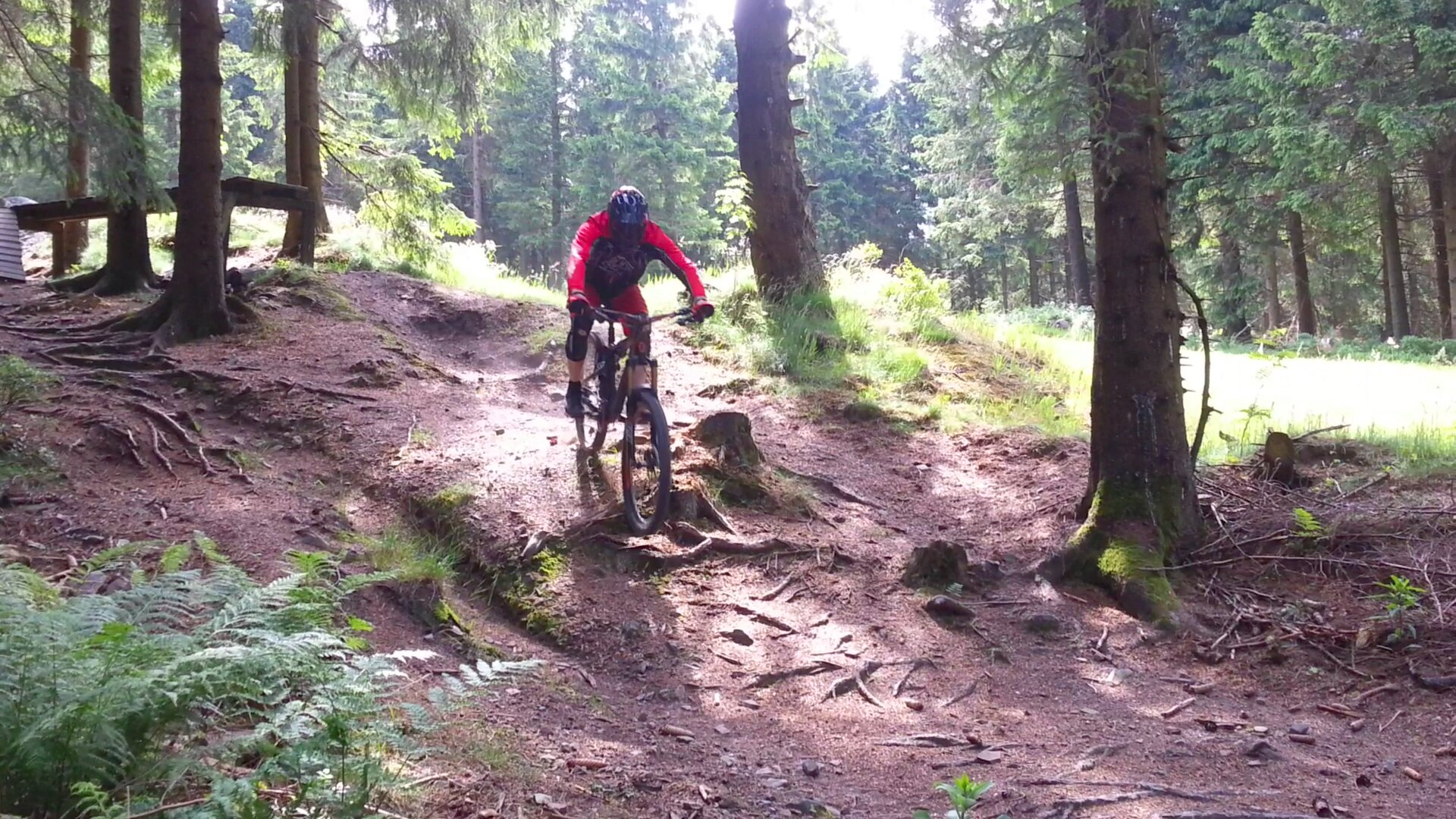
Zum Vergleich hier ein Enduro-Trail, der naturbelassen und somit fahrtechnisch anspruchsvoller ist

Flowtrail (auch Flow-Trail oder Flow Trail) bezeichnet einen Streckentyp für den Mountainbikesport. Flowtrails werden speziell als Strecken für MTBs angelegt und finden sich in Deutschland fast ausschließlich in Bikeparks.

## Flowtrail-Konzept
Das Flowtrail-Konzept beruht auf dem „Flow Country Trail“ der International Mountain Bicycling Association (IMBA). Die erste in Deutschland veröffentlichte Strecke war der Flow Country Trail am Geißkopf in Bischofsmais. Die Deutsche Initiative Mountainbike (DIMB) passte das Konzept als Flowtrails auf deutsche Gegebenheiten an. Eine zentrale Rolle spielen hierbei die Streckenanlage und der Streckenverlauf. Mit dem Flowtrail Stromberg wurde im Jahr 2011 der erste durch die DIMB zertifizierte Flowtrail eröffnet.
Ein Flowtrail ist eine Mountainbikestrecke, auf der ein flüssiges bzw. fließendes (Engl. flow) Befahren mit dem Mountainbike innerhalb der gesamten Strecke möglich ist. Die Bauweise mit Kurvenaußenranderhöhungen (Anlieger) und Wellen erzeugt ein Achterbahngefühl. Diese Strecken können, je nach Leistungsfähigkeit des jeweiligen Fahrers, durchweg mit relativ gleichbleibender hoher Geschwindigkeit durchfahren werden.
Ein Flowtrail zeichnet sich vor allem durch seine relativ ebene Oberflächenbeschaffenheit und durch das Fehlen fahrtechnisch anspruchsvoller Abschnitte wie enge Spitzkehren, grobe Stein- und Wurzelfelder aus. Solche Abschnitte würden durch wiederkehrende Reduzierung der Geschwindigkeit den Flow stören.
Der häufig recht kurvenreiche Flowtrail beinhaltet in der Regel zahlreiche nach außen hochgezogene Kurven, s. g. Steilkurven, im Fachjargon auch Anlieger genannt. Diese ermöglichen das Befahren der Kurven mit relativ hoher Geschwindigkeit. Auch kleine bis mittlere Sprünge, vorwiegend Tables, und leichte Holzelemente s. g. North-Shore findet man auf diesen Strecken, die aber in der Regel weiträumig umfahren werden können. Dadurch eignet sich ein Flowtrail in der Regel auch für ungeübte Mountainbiker und für Fahrer von Mountainbikes mit wenig Federweg.
FlowCountry Trails nach IMBA-Konzept werden in breiter Bauweise und fast gänzlich ohne Kicker, Drops oder andere Hindernisse angelegt.
Strecken nach DIMB-Konzept werden üblicherweise in verschieden schweren Streckenführungen gebaut. Auf blauer Linie sind keine Hindernisse enthalten, die rote Linie enthält leichte bis mittelschwere Sprünge und die schwarze Linie bietet höhere Sprünge und Hindernisse.
FlowCountry Trails nach IMBA-Konzept und blaue Flowtrail Linien nach DIMB-Konzept sind für Einsteiger geeignet.
Die in der Regel durchgehend künstlich angelegten Flowtrails findet man hauptsächlich in Bikeparks. Da diese, im Gegensatz zu anderen oft naturbelassenen Mountainbikestrecken wie z. B. Enduro-Trails, für die Betreiber recht pflegeintensiv sind, gibt es auch verhältnismäßig wenige.

## Flowtrails in Deutschland
- Goslar: Bikepark Hahnenklee, Streckenlänge: 1,3 km Flowtrail im Bikepark Hahnenklee Harz

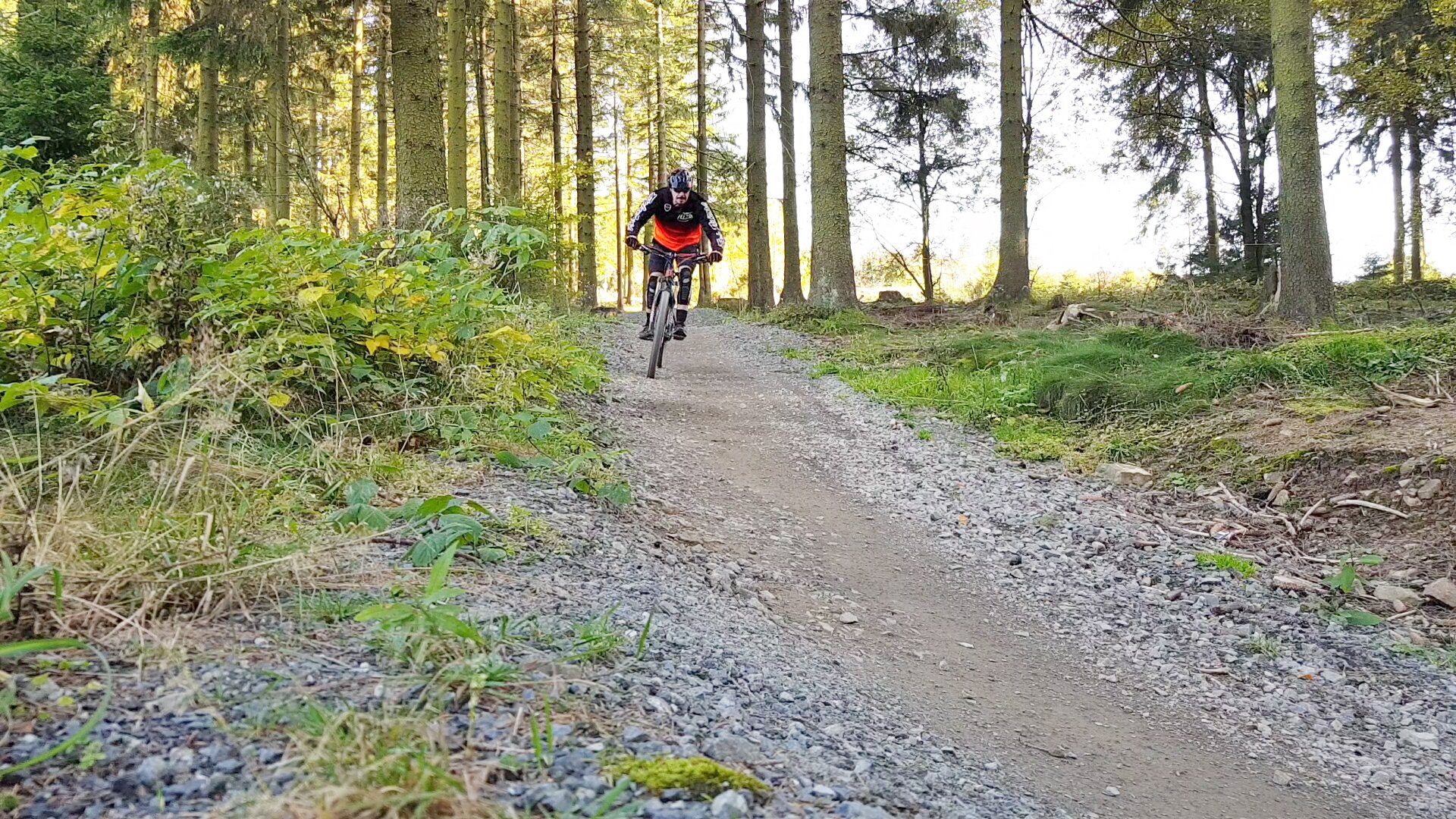
Flowtrail im Bikepark Hahnenklee Harz

- Stromberg: Flowtrail Stromberg (DIMB-zertifiziert), Streckenlänge: 8,2 km Rundstrecke, 3,8 km Abfahrten
- Bischofsheim in der Rhön: Flowtrail Kreuzberg (DIMB-zertifiziert), Streckenlänge: 2 km Abfahrt
- Bad Endbach: Flowtrail Bad Endbach (DIMB-zertifiziert), Streckenlänge 2,2 km AbfahrtFlowtrail mit Anlieger

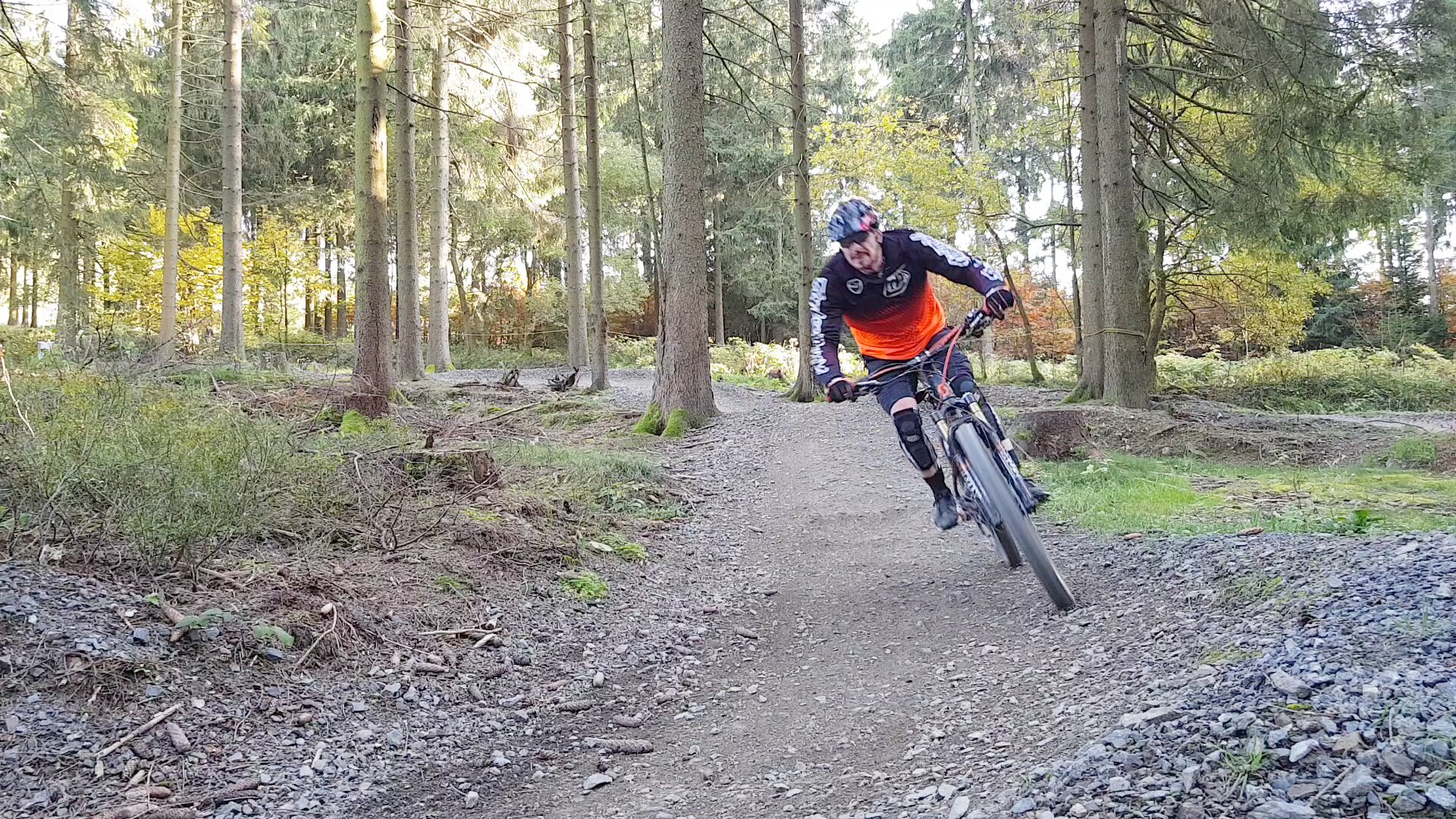
Flowtrail mit Anlieger

- Bad Ems: Canyon Flowline, Streckenlänge: 3,8 km[3]
- Bischofsmais: Flow Country Trail am Geißkopf (IMBA), Streckenlänge: 2,2 km[4]
- Ottweiler: Flowtrail Ottweiler (DIMB-zertifiziert), Streckenlänge 2,5 km
- Rabenberg: Taster Loop, Streckenlänge: 5,7 km[5]
- Großer Feldberg: Flowtrail Feldberg, Streckenlänge: 3,6 km[6]

## Flowtrails in Österreich
- Bad Kleinkirchheim: Flow Country-Trail, Streckenlänge: 15 km